# أروقيت
أروقيت، (11 أبريل 2013 – 2 يونيو 2020)، هو فرس ثوروبريد سباق أمريكي، وقد فاز بجائزة ترافرز ستيكس سنة 2016 في أول ظهور له في الرهانات.

## خلفية
أروقيت حصان رمادي ولد في ولاية كنتاكي بمزرعة كلير سكاي. بعمر السنة تم بيعه من قبل كينلاند بمبلغ 560.000 دولار إلى مزرعة جودمونت،